# Rovolon
Rovolon é uma comuna italiana da região do Vêneto, província de Pádua, com cerca de 4.169 habitantes. Estende-se por uma área de 27 km², tendo uma densidade populacional de 154 hab/km². Faz fronteira com Albettone (VI), Barbarano Vicentino (VI), Cervarese Santa Croce, Montegaldella (VI), Mossano (VI), Nanto (VI), Teolo, Vo.

## Demografia
| Variação demográfica do município entre 1861 e 2011                               |
|                                                                                   |
| Fonte: Istituto Nazionale di Statistica (ISTAT) - Elaboração gráfica da Wikipedia |